# Italiener in Deutschland

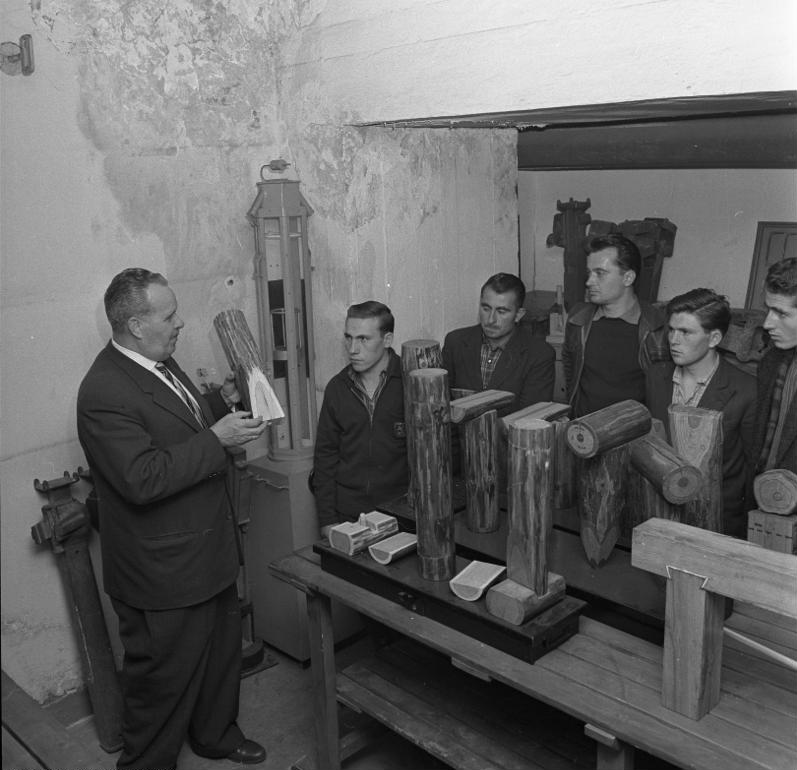
Italienische Emigranten in Deutschland (so genannte „Gastarbeiter“) erhalten Unterricht im Jahr 1962

Die Gemeinschaft der Italiener in Deutschland (italienisch Italo-tedeschi), auch Italo-Deutsche oder Deutschitaliener genannt, besteht aus ethnisch italienischen Migranten in Deutschland und ihren Nachkommen und ist heute eine der größten und ältesten Zuwanderergemeinden in Deutschland.

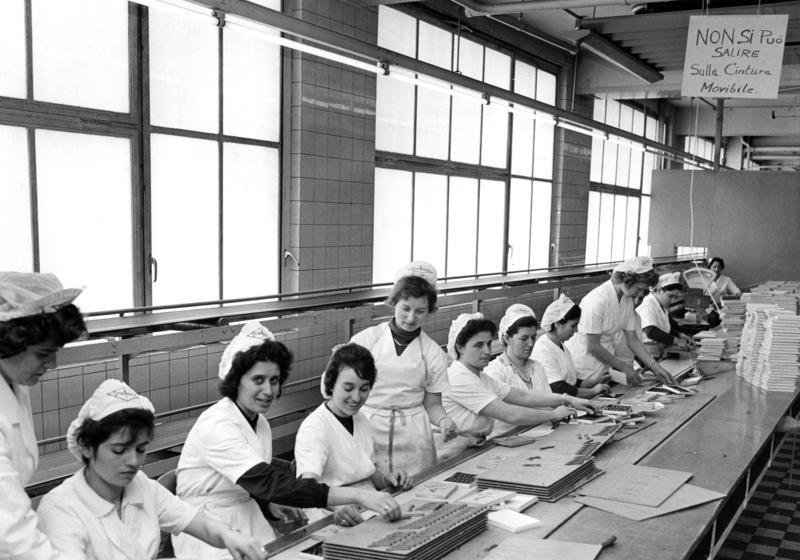
Italienische Arbeiterinnen in einer Schokoladenfabrik in Köln

Regionale Verteilung der italienischen Staatsbürger 2021

Die meisten Italiener, die sich im Laufe der Zeit in Deutschland niederließen, verließen ihre Heimat aus Gründen der Arbeitssuche. In Deutschland leben 587.167 (2020) italienische Staatsangehörige, damit ist Deutschland nach Argentinien das Land mit den meisten italienischen Staatsangehörigen außerhalb Italiens. Bedeutende italienische Bevölkerungsanteile gibt es in den Zuständigkeitsbereichen der Konsulate Stuttgart (145.467), Köln (131.739) und Frankfurt am Main (116.404); die größte italienische Gemeinde Deutschlands befindet sich in Berlin.

## Geschichte
Eine große Zahl von Italienern, vor allem Handwerker und Kaufleute haben den Wohnsitz in Deutschland bereits seit dem frühen Mittelalter gefunden. Während des späten Mittelalters und der frühen Neuzeit sind viele Italiener nach Deutschland gekommen. Dies war für die Unternehmen und die Beziehungen zwischen den beiden Ländern gedeihlich. Die politischen Beziehungen waren miteinander verflochten, denn das Heilige Römische Reich reichte vom südlichen Italien bis zum nördlichen Deutschland. Während der Renaissance zog es viele italienische Bankiers, Architekten und Künstler nach Deutschland. Einige Künstler, Philosophen und Unternehmer haben direkte italienische Vorfahren, darunter die zahlreichen Nachfahren Peter Anton Brentanos, so der romantische Dichter Clemens Brentano oder der katholische Publizist und Naturphilosoph Joseph Görres. Im 19. Jahrhundert folgten u. a. Steinmetze und Bauhandwerker. So waren die Eltern der gebürtigen Frankfurter Maler Mateo Cristiani (1890–1962) und Lino Salini (1889–1944) bereits in der zweiten Hälfte des 19. Jahrhunderts nach Frankfurt gekommen.
Zu Beginn der großen italienischen Emigration des 20. Jahrhunderts zogen nur wenige Italiener in das Deutsche Reich unter preußischer Herrschaft. Auch zu Zeiten der Weimarer Republik kamen nur wenige Italiener nach Deutschland.
Allerdings reisten jährlich zahlreiche italienische Männer und Frauen als Saisonarbeiter an. So ergaben die jeweils am 1. Dezember durchgeführten Volkszählungen zwar geringe Zahlen, doch eine im Juni 1907 durchgeführte Berufszählung ergab 147.000 Erwerbstätige aus Italien, vor allem in Bayern, Württemberg, Baden, Elsaß-Lothringen, Rheinland und Westfalen. Schätzungen lagen derweil bei 170.000. Das Personenmelderegister in Ulm zeigt auf, dass italienische Männer in dieser Stadt vorwiegend als Tagelöhner, Maurer oder Ziegler beschäftigt waren, italienische Frauen vorwiegend als Köchin oder Magd.
Erst mit dem wirtschaftlichen Aufschwung (Wirtschaftswunder) im Nachkriegsdeutschland begann eine große Einwanderungswelle aus Italien nach Deutschland. Viele fanden im Ruhrgebiet in der Kohle- und Stahlindustrie Arbeit.
Italien und Deutschland waren Gründungsmitglieder der 1951 gemeinsamen errichteten Europäischen Gemeinschaft für Kohle und Stahl (später die Europäische Wirtschaftsgemeinschaft). Auf Basis des 1955 geschlossenen deutsch-italienischen Anwerbeabkommens, welches das erste einer Serie von Anwerbeabkommen der BRD darstellte und zugleich das letzte einer langen Reihe bilateraler Arbeitnehmerabkommen Italiens, nahmen zahlreiche Italiener die Arbeit in Deutschland auf. Die Römischen Verträge von 1957 zur Gründung der Europäischen Wirtschaftsgemeinschaft (EWG) sahen eine Freizügigkeit für Arbeitnehmer vor, die dann schrittweise von 1961 bis 1968 in Kraft trat. Auf Basis der Einführung der Arbeitnehmerfreizügigkeit innerhalb der EWG im Jahr 1961 benötigten EWG-Arbeitnehmer ab dem 1. Januar 1962 keinen Sichtvermerk mehr zur Einreise, sondern es reichte ein Personalausweis. Seitdem nahm die Bedeutung des Anwerbeabkommens sowie der Deutschen Kommission, welche die Anwerbung koordinierte, für italienische Arbeitnehmer deutlich ab (siehe Tabelle). Weitere Erleichterungen waren die Aufhebung des Vorrangs inländischer Arbeitnehmer (1964) und die Streichung des Erfordernisses einer Arbeitserlaubnis (1968) innerhalb der EWG.
| Jahr                          | 1961    | 1962    | 1963    | 1964    | 1965    | 1966    | 1967   | 1968    | 1969    | 1970    | 1971    | 1972    |
| Einreisen über die Kommission | 107.030 | 76.732  | 31.874  | 26.537  | 26.579  | 13.469  | 3.985  | 10.470  | 10.206  | 7.367   | 4.327   | 2.092   |
| freie Einreisen               | 58.763  | 88.518  | 103.038 | 115.583 | 177.709 | 152.071 | 54.525 | 119.766 | 126.019 | 160.933 | 154.398 | 152.092 |
| Gesamt                        | 165.793 | 165.250 | 134.912 | 142.120 | 204.288 | 165.540 | 58.510 | 130.236 | 136.225 | 168.300 | 158.725 | 154.184 |

Allein zwischen 1956 und 1972 kamen laut Bundesagentur für Arbeit zwei Millionen Italiener als Arbeiter in die BRD, mit einem Höhepunkt im Jahre 1965 mit über 204.000 neu Angekommenen. Im Saarland bilden Italiener noch vor Türken die größte ausländische Bevölkerungsgruppe.
Unter den Landkreisen und kreisfreien Städten in Deutschland hatte die Stadt Wolfsburg beim Zensus 2011 den höchsten Anteil italienischer Migranten an der Bevölkerung.

## Gesellschaftliche Integration

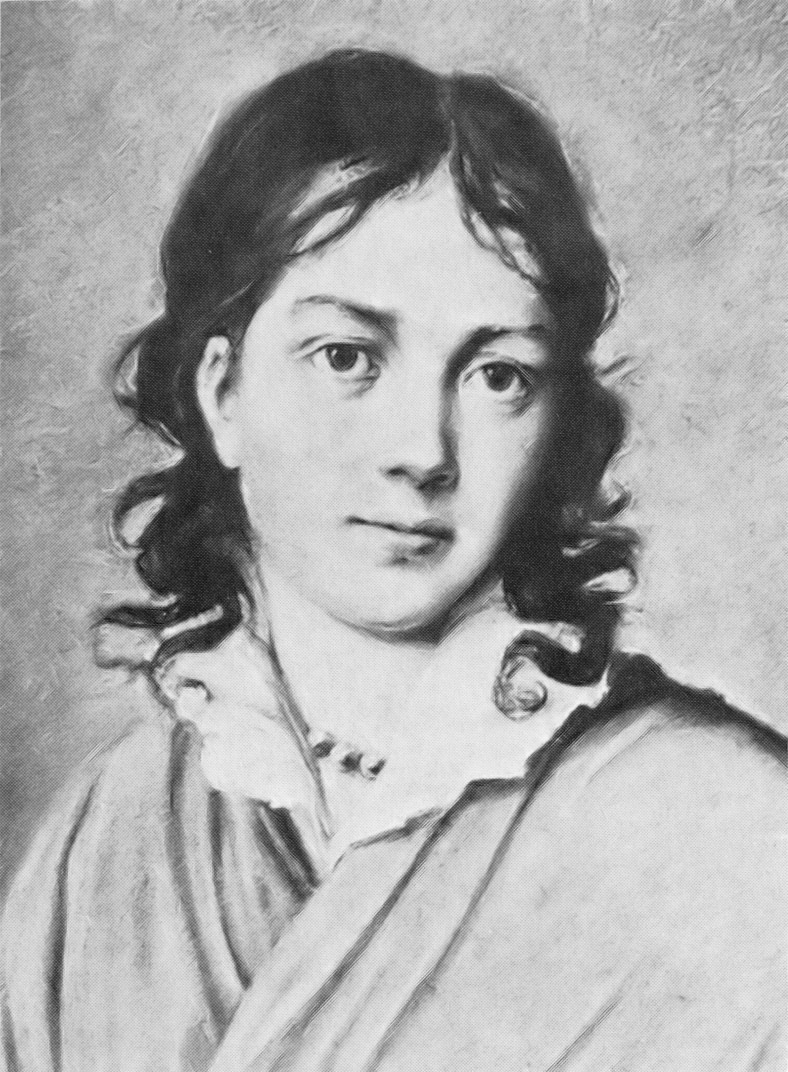
Bettina von Arnim

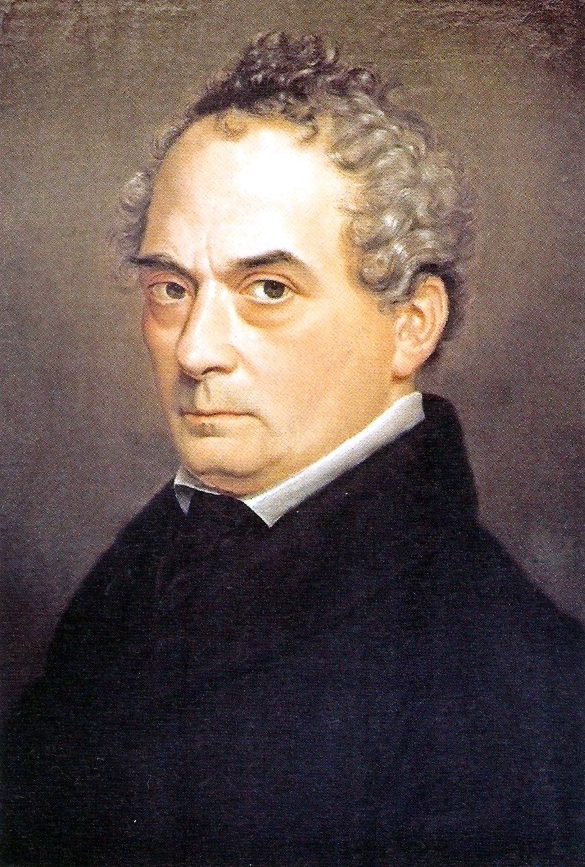
Clemens Brentano

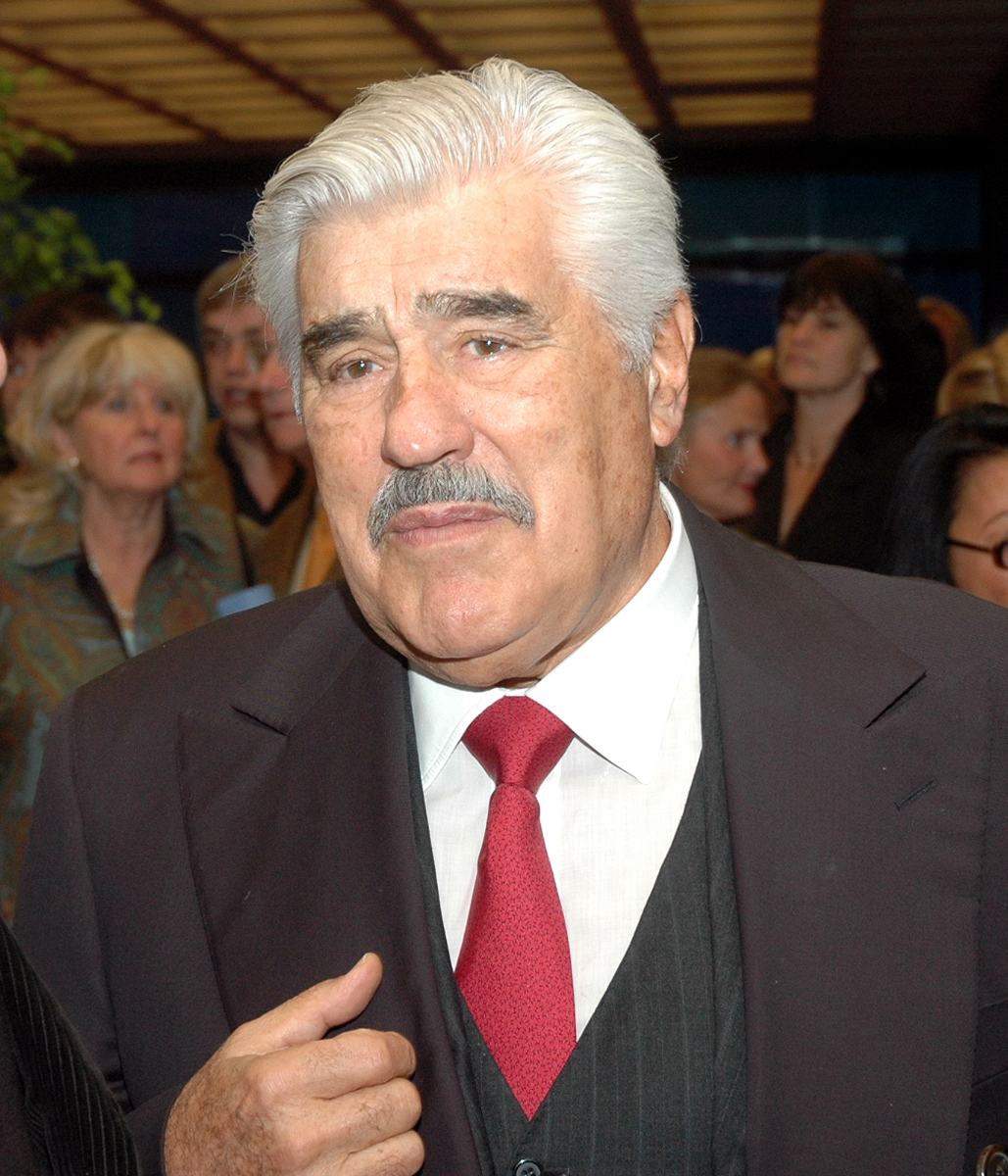
Mario Adorf

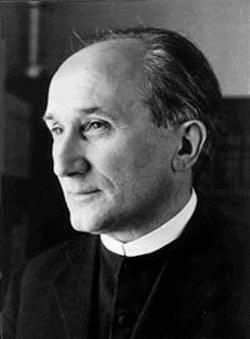
Romano Guardini

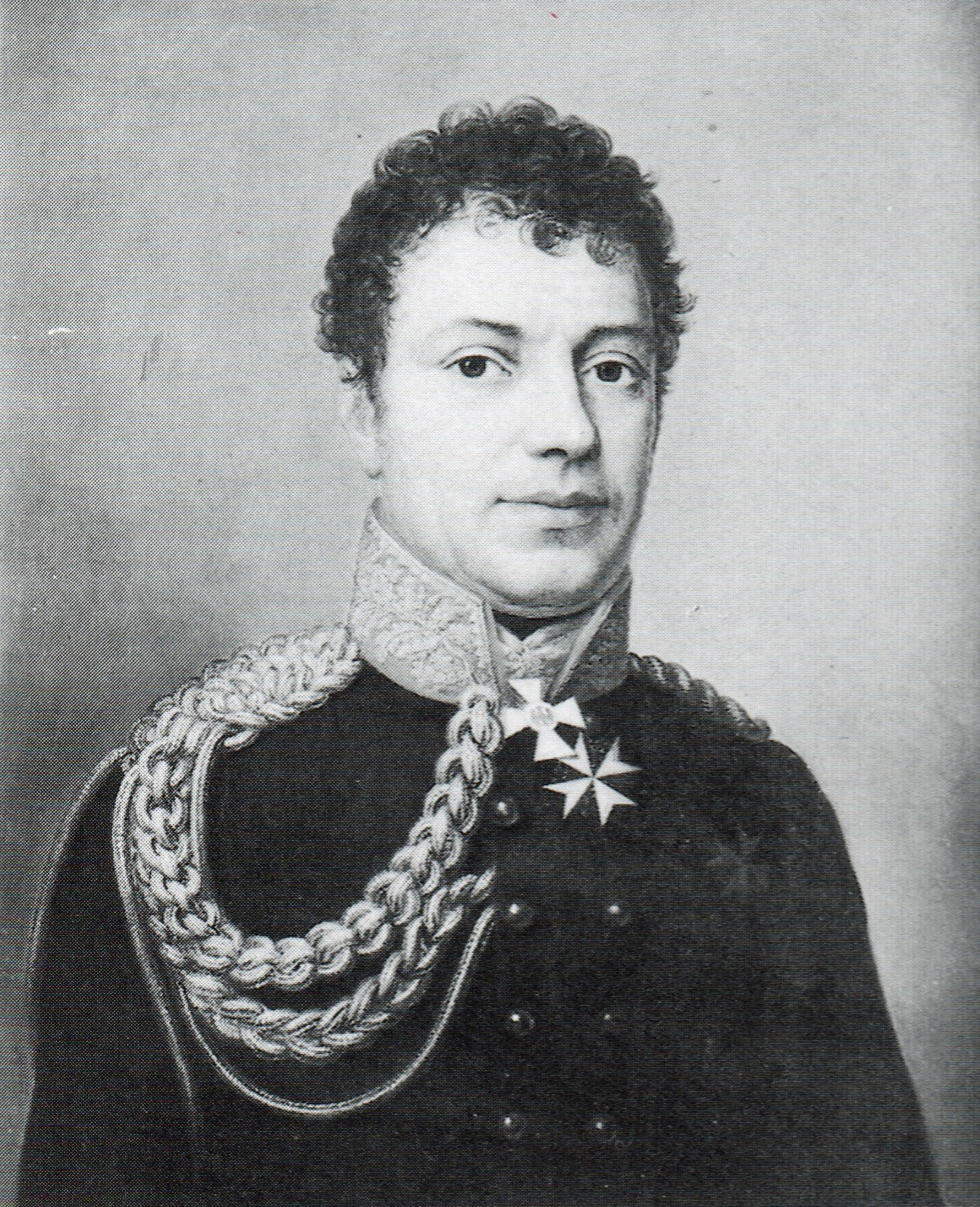
Heinrich von Minutoli

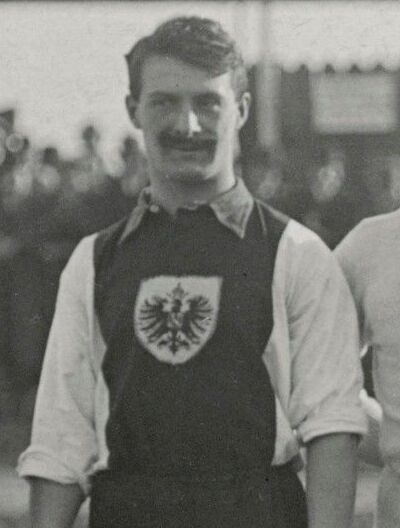
Camillo Ugi

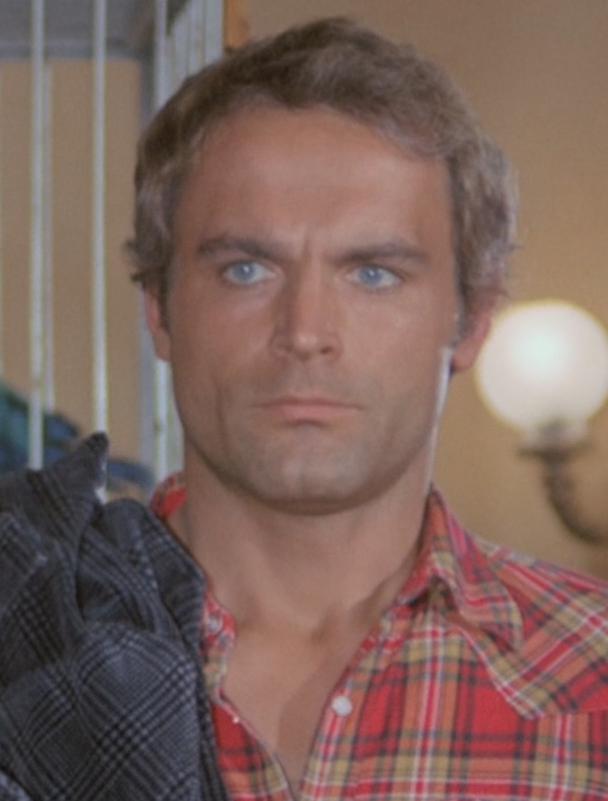
Terence Hill

Italiener in Deutschland waren und sind am politischen Leben aktiv beteiligt, sowohl auf der nationalen Ebene als auch in der regionalen deutschen Politik.
Historisch gesehen hatten Italiener wesentlichen Einfluss auf die Entwicklung der bildenden Kunst in Deutschland, von der Romanik und Gotik bis zur zeitgenössischen Mode und Design. Seit Ende der 1950er Jahre haben Italiener auch einen sehr großen Einfluss auf die deutsche Gastronomie und Esskultur ausgeübt; so sind viele italienische Gerichte inzwischen alltägliche Gerichte in Deutschland. Auch auf der Ebene der Volkskultur kam es zu Übernahmen, wie etwa zur Begründung des Bensheimer Passionsspiels oder der Via Crucis in Saarlouis.
Italienische Gastarbeiter waren in den 1950er und 1960er Jahren oftmals starken Diskriminierungen ausgesetzt. Vor der Einreise mussten sie in italienischen Emigrationszentren, wo sie auf ihre Arbeitsfähigkeit geprüft wurden, teilweise entwürdigende Prozeduren über sich ergehen lassen. In Deutschland wurden die Arbeiter isoliert von der einheimischen Bevölkerung in engen Baracken untergebracht, bei denen sich etwa vier Personen ein 13 Quadratmeter großes Zimmer teilen mussten. Vor deutschen Gaststätten standen teilweise Schilder mit der Aufschrift „Zutritt für Hunde und Italiener verboten“.
Im Gegensatz zu anderen großen Einwanderer-Gruppen in Deutschland haben jedoch nur relativ wenige Italiener die deutsche Staatsbürgerschaft angenommen.
Laut einer Studie der Wochenzeitung Die Zeit schneiden italienischstämmige Schüler an deutschen Schulen schlechter ab als Angehörige anderer großer Einwanderergruppen. Danach besuchen ca. 48 % der Schüler italienischer Abstammung die Hauptschule, 8,6 % die Sonderschule. Italiener gehörten zwar zu den beliebtesten Einwanderern in Deutschland, seien jedoch oft schlecht integriert und hätten wenig Kontakte zu Deutschen. Da sich die Berichterstattung über fehlgeschlagene Integration in den Medien sowie integrationsfördernde Maßnahmen jedoch meist auf Einwanderer aus dem islamischen Kulturkreis beschränken, werden Integrationsprobleme und Benachteiligungen insbesondere in Sachen Bildung unter italienischen Migranten oft nicht deutlich wahrgenommen.
Das mag auch daran liegen, dass die Italiener, wie die anderen Südeuropäer auch, wirtschaftlich vergleichsweise gut integriert sind und ihre Bildungsdefizite im Erwerbsleben erfolgreich ausgleichen können. Dadurch erreichen die Menschen mit italienischem Migrationshintergrund bei einigen Arbeitsmarktindikatoren beinahe die Werte der Einheimischen. Die Jugendarbeitslosigkeit liegt sogar unter dem Wert der autochthonen Deutschen. Auch der Anteil derer, die von öffentlichen Leistungen abhängig sind, ist zwischen der ersten und der zweiten Generation von über elf auf unter acht Prozent gefallen.

## Persönlichkeiten italienischer Abstammung
- Mario Adorf (* 1930), Schauspieler
- Bettina von Arnim (1785–1859, geborene Brentano), Schriftstellerin
- Andrea Belmonte (* 1968), Opernsänger und Komponist
- Clemens Brentano (1778–1842), Schriftsteller, Dichter
- Peter Anton Brentano (1735–1797), Handelsherr
- Jérôme Bonaparte (1784–1860, eigentlich Girolamo Buonaparte), von 1807 bis 1813 als Hieronymus König von Westphalen.
- Emil Bonetti (1922–2007), römisch-katholischer Priester, Sozialarbeiter, Opfer der NS-Justiz
- Ettore Bugatti (1881–1947), Automobilfabrikant
- Daniel Caligiuri (* 1988), Fußballspieler
- Marco Caligiuri (* 1984), ehemaliger Fußballspieler
- Mandy Capristo (* 1990), Popsängerin
- Fabio Carciola (* 1985), Eishockeyspieler
- Lars Castellucci (* 1974), Politiker (SPD)
- Stefano Celozzi (* 1988), ehemaliger Fußballspieler
- Diego Contento (* 1990), ehemaliger Fußballspieler
- Leonardo Conti (1900–1945), Arzt und Politiker (NSDAP) italienisch-schweizerischer Abstammung
- Nino de Angelo (* 1963 eigentlich Domenico Gerhard Gorgoglione), Schlagersänger
- Fabio De Masi (* 1980), Politiker (Die Linke, BSW)
- Diego Demme (* 1991), Fußballspieler
- Udo Di Fabio (* 1954), Jurist und Hochschullehrer
- Giovanni di Lorenzo (* 1959), Journalist
- Antonio Di Salvo (* 1979), ehemaliger Fußballspieler und derzeitiger Fußballtrainer
- Franco Foda (* 1966), Fußballtrainer
- Matthias Gallas (1588–1647, eigentlich Matteo Gallasso), Feldherr im Dreißigjährigen Krieg
- Salvatore Gambino (* 1983), ehemaliger Fußballspieler
- Gianluca Gaudino (* 1996), Fußballspieler
- Maurizio Gaudino (* 1966), ehemaliger Fußballnationalspieler
- Noemi Gentile (* 2000), Fußballspielerin
- Katja Giammona (* 1975), Filmschauspielerin
- Mario Giordano (* 1963), Schriftsteller
- Ralph Giordano (1923–2014), Schriftsteller
- Vincenzo Grifo (* 1993), Fußballspieler
- Romano Guardini (1885–1968), römisch-katholischer Priester, Theologe und Philosoph
- Terence Hill (* 1939, eigentlich Mario Matteo Girotti), US-amerikanischer Schauspieler, wuchs als Italiener in Deutschland auf
- Marc Jongen (* 1968), Philosoph, Politiker (AfD)
- Liesl Karlstadt (1892–1960, eigentlich Elisabeth Wellano), Schauspielerin
- Bruno Labbadia (* 1966), Fußballtrainer
- Markus Lanz (* 1969), Fernsehmoderator
- Pietro Lombardi (* 1992), Partysänger
- Valentina Maceri (* 1993), Sportjournalistin
- Max Maddalena (1895–1943), Politiker (SPD, USPD, KPD), Opfer des NS
- Silvius Magnago (1914–2010), Jurist, Offizier und langjähriger Landeshauptmann von Südtirol
- Fabio Magnifico (* 1961), Regisseur und Filmproduzent
- Carlo Masala (* 1968), Politikwissenschaftler, Hochschullehrer
- Sandro Mattioli (* 1975), Journalist
- Heinrich Menu von Minutoli (17721–1846), preußischer Entdecker und Altertumsforscher
- Fabio Morena (* 1980), ehemaliger Fußballspieler
- Paul Josef Nardini (1821–1862), römisch-katholischer Priester, Ordensgründer und Sozialreformer
- Daniele Negroni (* 1995), Popsänger
- Oliver Neuville (* 1973), ehemaliger Fußballspieler
- Alfonso Pantisano (* 1975), LGBTQ-Aktivist
- Luigi Pantisano (* 1979), Politiker (Die Linke)
- Kevin Pezzoni (* 1989), ehemaliger Fußballspieler
- Ottavio Piccolomini (1599–1656), Feldherr im Dreißigjährigen Krieg
- Franka Potente (* 1974), Schauspielerin
- Giuseppe „Billy“ Reina (* 1972), ehemaliger Fußballspieler
- Graciano Rocchigiani (1963–2018), Boxer
- Ralf Rocchigiani (* 1963), Boxer
- Matthias Rossi (* 1968), Rechtswissenschaftler
- Gaston Salvatore (1941–2015), Schriftsteller
- Massimo Sinato (* 1981), Tänzer
- Gian Luca Schulz (* 1999), Fußballspieler
- Nico Schulz (* 1993), Fußballspieler
- Sandro Schwarz (* 1978), Fußballtrainer und ehemaliger Spieler
- Jessica Tatti (* 1981), Politikerin, ehemalige Bundestagsabgeordnete (Die Linke, BSW)
- Domenico Tedesco (* 1985), Fußballtrainer
- Marco Terrazzino (* 1991), Fußballspieler
- Camillo Ugi (1884–1970), Fußballnationalspieler
- Angelo Vaccaro (* 1981), Fußballspieler
- Ingo Zamperoni (* 1974), Fernsehjournalist
- Giovanni Zarrella (* 1978), Musiker und Fernsehmoderator
- Stefano Zarrella (* 1990), Influencer